# Monte Brunello
Il monte Brunello (1.274 m s.l.m.) è una montagna delle Alpi del Monginevro nelle Alpi Cozie. Si trova in Piemonte al confine tra i comuni di Cumiana e Cantalupa. Il suo versante settentrionale è incluso nel Parco naturale di interesse provinciale del Monte Tre Denti - Freidour.

## Descrizione
Il monte si trova sullo spartiacque tra la Val Chisola (a nord) e la Val Noce (a sud). Il Colle Rumiano (1.170 m, localmente noto anche come Colle della Bessa) lo separa a ovest dal vicino Monte Tre Denti, mentre il Colle Marione (802 m) lo divide dalla Rocca Due Denti. Verso la Val Chisola dal monte parte una crinale che divide i due valloncelli dei torrenti Rumiano e Moretta.
La parte sommitale della montagna è composta da una serie di rilievi rocciosi disposti in senso est/ovest, il più alto dei quali raggiunge una quota di 1.274 metri ed è sormontato da una croce di vetta metallica. Il versante affacciato sulla Val Chisola è boscoso e relativamente dolce, mentre quello che dà sulla Val Noce è caratterizzato da dentini, placche e brevi pareti rocciose. Tra queste hanno una certa notorietà alpinistica la Rocca Baràl e la Rocca Parastàut.

## Accesso alla vetta

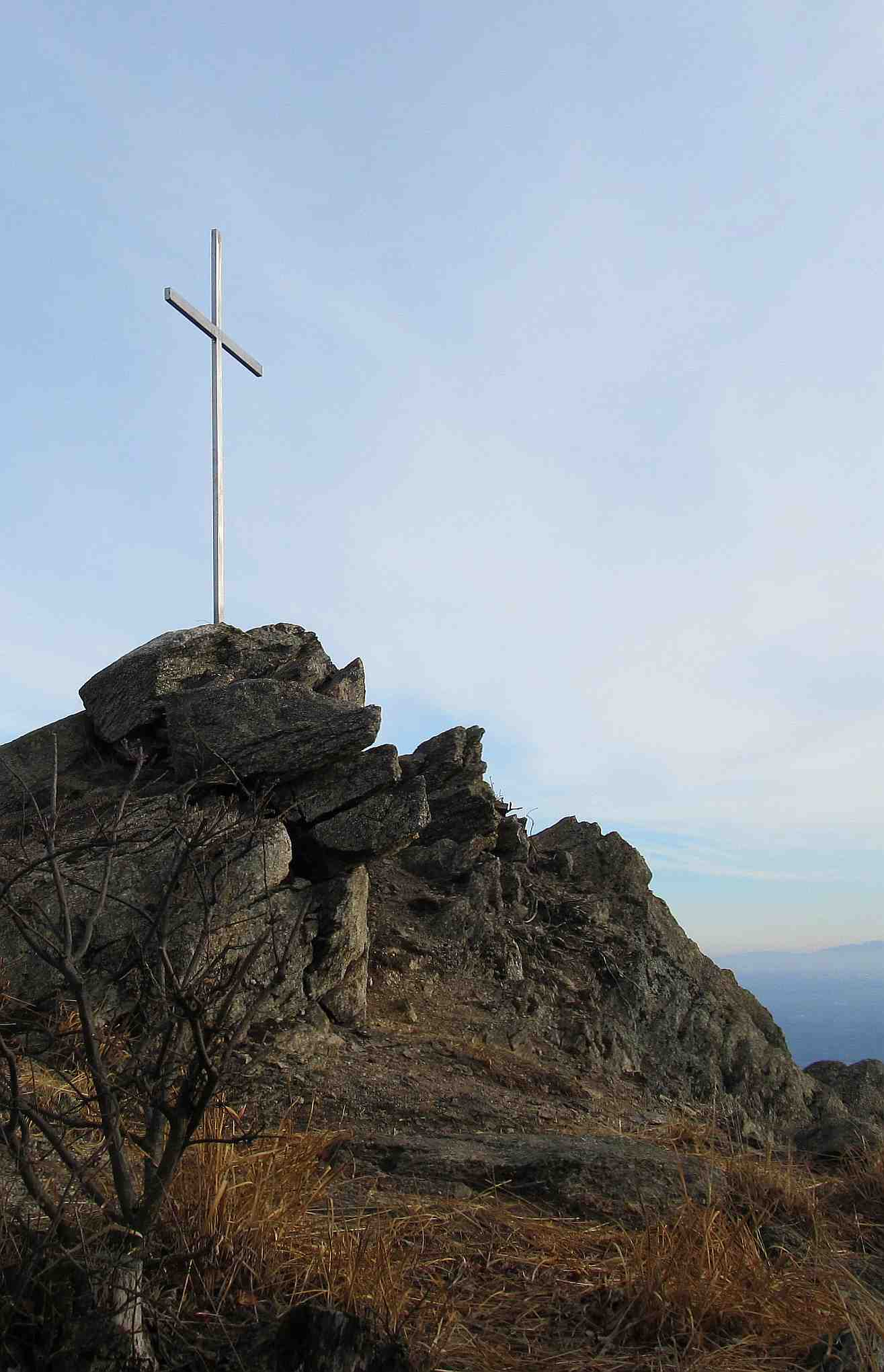
La croce di vetta

Un primo itinerario escursionistico di accesso alla vetta parte dalla Cappella di San Martino di Cantalupa, raggiunge il Colle della Bessa (o Colle Rumiano, 1.170 m) e raggiunge il Monte Brunello tenendosi in genere poco a nord del crinale spartiacque per evitarne i tratti alpinistici.
Sempre con partenza dalla Val Noce è possibile salire sulla montagna raggiungendo il Col Marione (802 m) dalla borgata Vigna (Cantalupa) e percorrere poi un sentierino, con alcuni passaggi un po' delicati, che si tiene nei pressi della cresta sud-orientale evitandone le principali asperità rocciose; la difficoltà escursionistica dell'itinerario viene valutata in EE. Una terza alternativa per la salita è il sentiero che parte dalla borgata Oreglia di Cumiana.

### Arrampicata
Anche se meno note di quelle sui vicini Monte Freidour e Monte Tre Denti anche sul Brunello sono state aperte diverse vie di arrampicata, che interessano in particolare il versante SO con la Rocca Baràl e la Rocca Parastàut e la cresta sud-orientale.

## Punti di appoggio

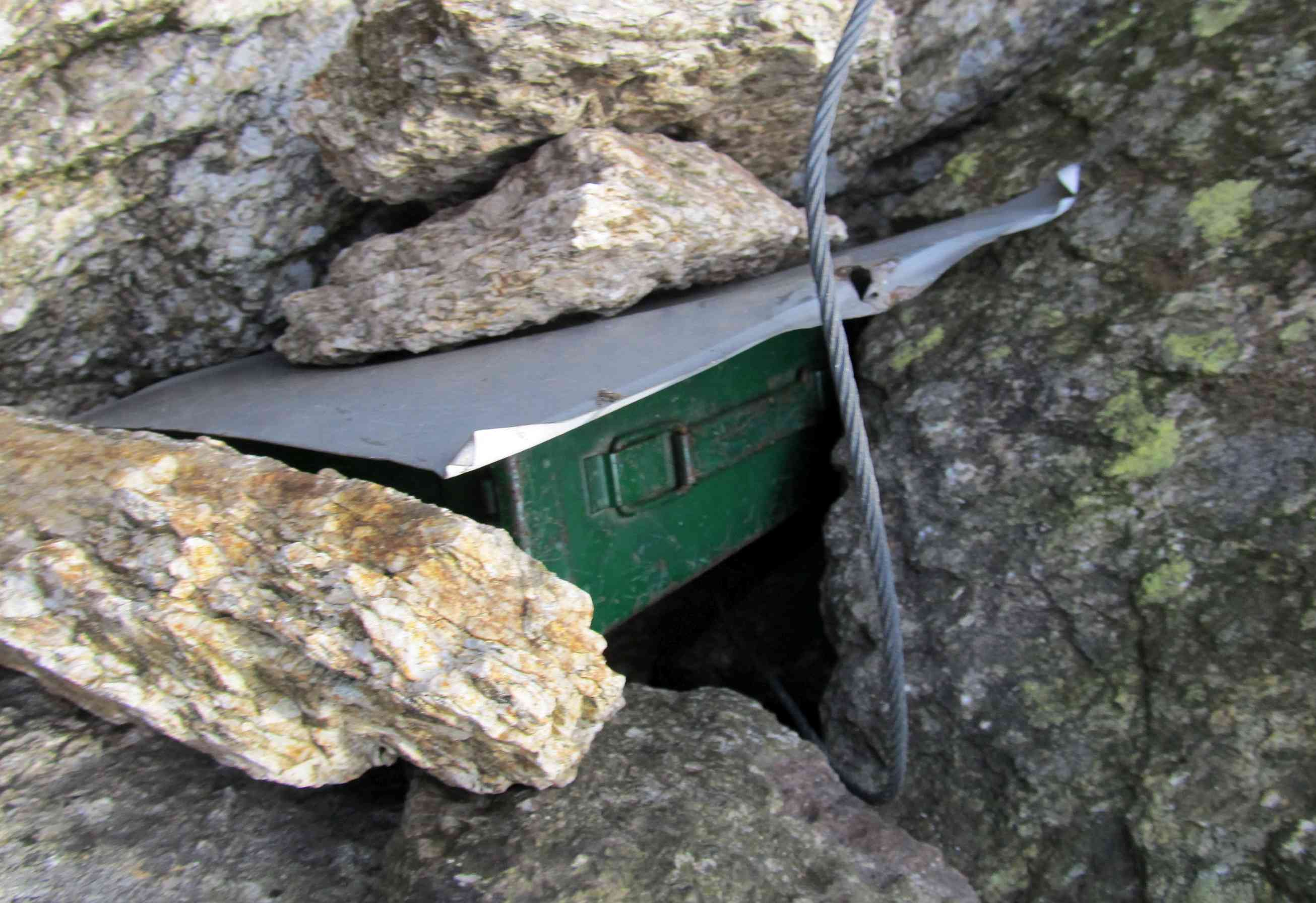
Il libro di vetta

- Rifugio Melano

## Letteratura

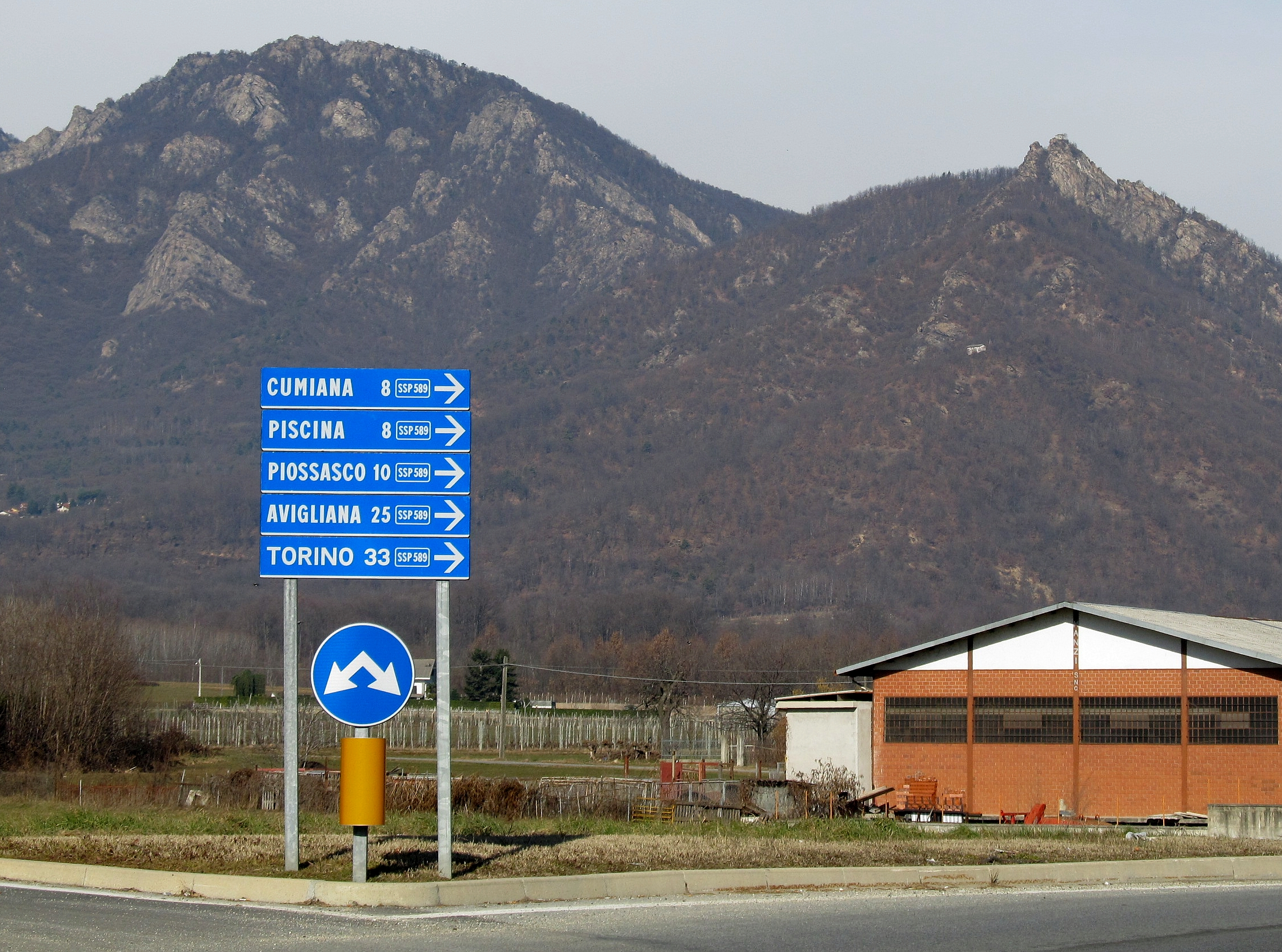
Vista dalla sp 589, a destra la Rocca Due Denti

La montagna è citata nel romanzo Suo marito - Giustino Roncella nato a Boggiòlo di Luigi Pirandello.